# François Rasse des Neux
François Rasse des Neux, mort le 17 novembre 1581, est un médecin chirurgien français.
Fils d'un chirurgien du roi, mort le 24 janvier 1552, il succède à son père dans cette fonction. D'abord catholique au service de Catherine de Médicis, il se convertit au protestantisme et devient médecin de Jeanne d'Albret. Ami de Bernard Palissy, qui l'appelle « chirurgien fameux et excellent », il possède une bibliothèque considérable ainsi qu'un cabinet de curiosités. Il laisse à sa mort plusieurs volumes de manuscrits contenant des documents politiques, des sermons et des poèmes d'inspiration calviniste. Prosper Tarbé, qui en publia une partie, a fait de lui ce portrait :

« François Rasse des Nœux, suivit la carrière de son père ; il embrassa le protestantisme, et fut chirurgien de la reine de Navarre. C'est lui qui paraît avoir formé la collection dont il s'agit, véridique, mais triste monument de nos guerres civiles. Érudit, lettré, lancé dans le grand monde, un pied dans la Cour, l'autre dans le tourbillon de la vie active, il prit sa part des événements de son siècle. Esprit mordant et frondeur, il se fit un malin plaisir de rassembler épigrammes, satires, calomnies rimées, menaces en vers enfantées par des poètes calvinistes contre leurs ennemis. »

L'une des pièces recueillies par Rasse des Neux, La Lessive du temps qui court, se retrouve avec quelques variantes dans une moralité intitulée L'Église, noblesse et pauvreté qui font la lessive, jouée à Rouen avant 1540. Cette moralité, probablement écrite par un membre de la Confrérie des Conards, contient une ballade qui commence par ces vers :
| Religion assemble dans un grand sac Force drappeaux soubs saint Vérité, Et, pour emplir de bribes son bissac, Blasme Avarice et presche Charité. |

## Œuvres
- Recueillies par Prosper Tarbé : Poésies calvinistes